# Amina Mohamed Abdi
Pour les articles homonymes, voir Abdi (homonymie).
Amina Mohamed Abdi (en somali : Aamina Maxamed Cabdi), née le 22 octobre 1981 à Hiiraan et morte le 23 mars 2022 à Beledweyne, est une femme politique somalienne, membre du Parlement fédéral de Somalie de 2012 jusqu'à sa mort lors des attentats du 23 mars 2022 en Somalie.

## Biographie
Amina Mohamed Abdi est membre du clan des Hawiye (en). Elle fréquente l'école à Mogadiscio, mais à l'âge de huit ans, alors qu'elle retourne chez elle, elle voit sa maison vide, sa famille ayant fui le pays au déclenchement de la guerre civile somalienne. Elle vit plus tard avec son oncle, qui est lui même membre du Parlement somalien.
En 2012, à l'âge de 31 ans, Abdi se présente au parlement. Elle défie les ordres des anciens de son clan, qui la traitent de prostituée, mais elle défait deux autres candidats et parvient à gagner un siège réservé aux femmes.
Aux élections de 2016, elle réussit à gagner un siège parlementaire à Hiiraan. Aux élections de 2021, elle était censée défendre son siège contre cinq autres candidats, mais celles-ci sont reportées à plus tard dû à des désagréments sur la procédure des élections,.
Le 23 mars 2022, un attentat-suicide de Harakat al-Chabab al-Moudjahidin visant Abdi, qui vient de sortir d'un bâtiment gouvernemental à Beledweyne, a lieu dans un véhicule piégé, provoquant sa mort immédiate, ainsi que celle de certains de ses gardes du corps.